# مارکو آمادیو
مارکو آمادیو (انگلیسی: Marco Amadio؛ زادهٔ ۳ ژوئن ۱۹۹۹) بازیکن فوتبال اهل ایتالیا است.